# Yasin Islek

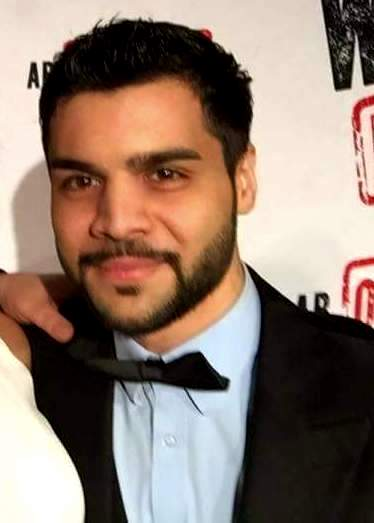
Yasin Islek (2015)

Yasin Islek (exactemente: Yasin İşlek) (8 de fevereiro de 1988 em Solingen, Alemanha) é um ator e modelo alemão e turco.

## Vida
Yasin Islek é um ator, modelo e coach alemão-turco. Graduou-se em 2011 como agente de mídia (gestão, marketing e eventos). Depois de seu primeiro aprendizado, ele também completou a escola de atores na Filmactingschool Düsseldorf em Düsseldorf (SSA) em 2015. Desde então, atuou em diversas produções de cinema e TV. Por exemplo, na famosa série alemã  Alarm für Cobra 11 – Die Autobahnpolizei  em Cologne ou ao lado de Adam Driver, Marion Cotillard e Simon Helberg em  Annette . Desde 2018, Islek é um dos principais atores da série Sketchcomedy  JokeRS Comedy  ao lado de Eddy Cheaib e Caroline Pharo. Yasin fala 4 idiomas: inglês, espanhol, turco e alemão.

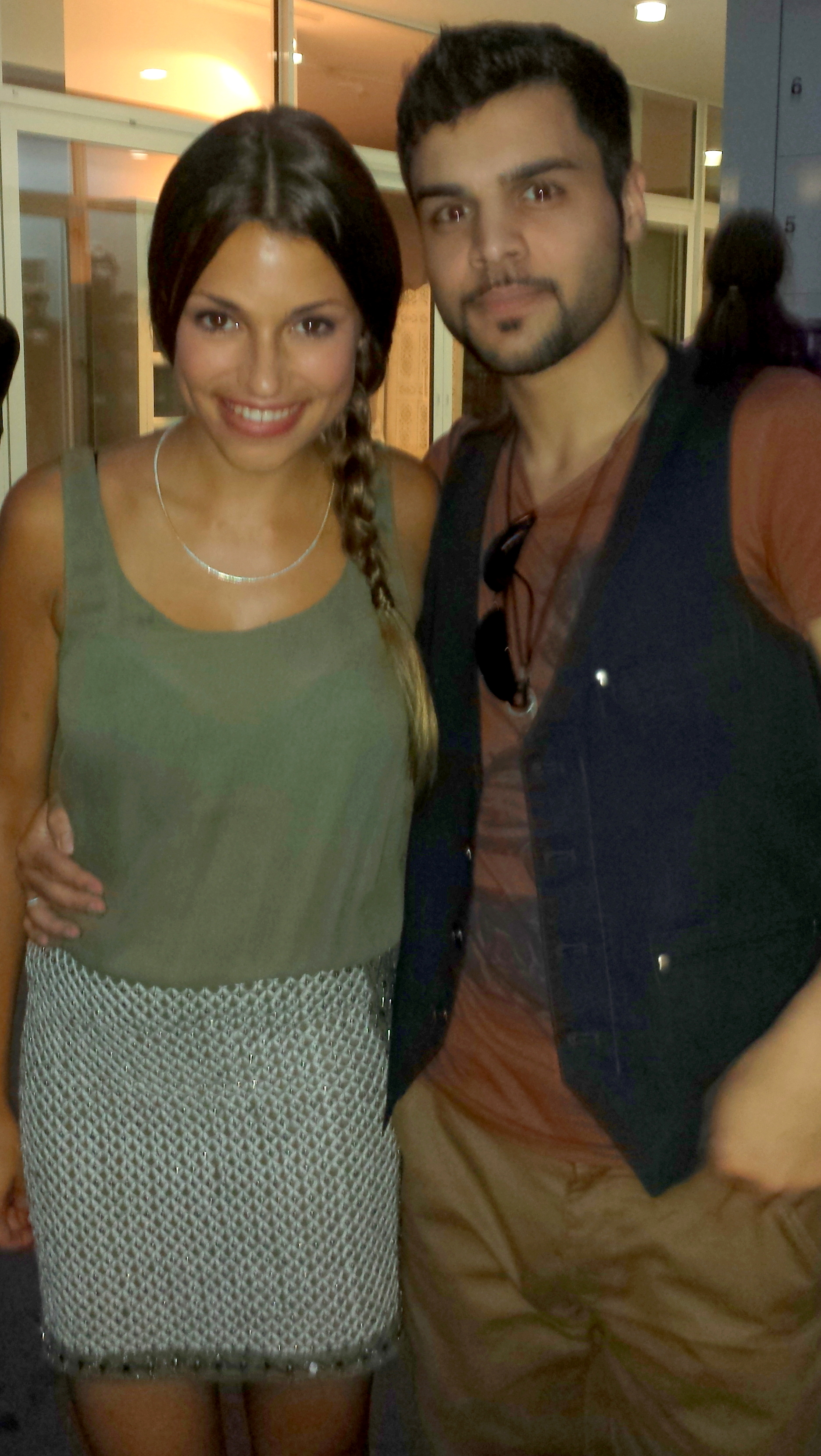
Yasin Islek com Anna Julia Kapfelsperger no Set de „Alarm für Cobra 11 – Die Autobahnpolizei“ (2013)

## Filmografia (Êxodo)
- 2010: Vorstadtkrokodile 3
- 2011: Indisch für Anfänger
- 2012: Danni Lowinski (Season 3 - Episódio "Nazi")
- 2013: 300 Worte Deutsch
- 2013: ZDFneo Magazin - Spoof Commercial "Glümp Ayrancola" Drink
- 2013: Tek Ümit - The Only Chance
- 2013: Knallerfrauen (Season 3 - Sketch "Yes I Know")
- 2014: Alerta Cobra (Alarm für Cobra 11 – Die Autobahnpolizei)
- 2016: Rabenmütter (Season 1 - Sketch "Pepperspray")
- 2017: Thirteen

## Teatro (Êxodo)
- 2003: A Tempestade (Shakespeare) [Supporting Role]

## Modelografia (Êxodo)
- 2010: Marktkarree Model Contest 2010 (2. em Finais) [com Jana Ina Zarella]
- 2011: Romeo&Julia Boutique Summer Fashion Show Düsseldorf
- 2011: Romeo&Julia Boutique Winter Fashion Show (Schloss Garath)
- 2012: I Love Models Contest Cologne (Finais) [com Irena Then (Playmate August 2011)]
- 2014: Marktkarree (5th Anniversary) Camp David, s.Oliver & Adidas Spring Collection
- 2016: Emilio Adani Winter Collection Leverkusen

## Prêmios
- 2017: PLATINUM REMI AWARD 2017 ("para o melhor Filme Curto na categoria Independent Film Shortfilm 311. Dramatic – Original") do Independentfilmfestival WorldFest Houston em Houston (Texas) para THIRTEEN de Sasha Sibley[4]
- 2019: CHARITY VIDEO AWARD 2019 (3rd) para o melhor Filme Curto em Düsseldorf (NRW) para WE GO HIGH de Denis Seyfert[5]
- 2021: Palma de Ouro 2021 ("nomeado na categoria o melhor Filme") do Festival de Cannes em Cannes (França) para ANNETTE de Leos Carax[6]